# 葉穎寶
葉穎寶（英語：IP Rainbow，1997年2月4日—），香港女子游泳選手。曾多次代表香港參加世界性賽事。

## 簡介
葉穎寶擅長於蛙泳項目。曾就讀於拔萃女書院以及香港大學會計及財務學系。
在2017年接連打破女子50米蛙泳、100米蛙泳以及200米蛙泳大專水運會紀錄，仍然保持至今。

## 榮譽
- 2019年 行政長官社區服務獎狀[8]

## 曾參與賽事及獎項
- 2017年台北世界大學生運動會 [4]
- 2017年 阿什哈巴德亞洲室內暨武藝運動會 女子100米蛙泳 銀牌 [3]
- 2017年 阿什哈巴德亞洲室內暨武藝運動會 女子4×100米四式接力 金牌 [2]
- 2017年游泳世界盃香港站 女子50米蛙泳 銅牌 [9]
- 2018年馬來西亞公開賽 女子50米蛙泳 金牌[10]
- 2018年馬來西亞公開賽 女子100米蛙泳 金牌[11][10]
- 2018年馬來西亞公開賽 女子200米蛙泳 金牌[10]
- 2018年馬來西亞公開賽 女子4x100米混合泳接力 金牌[10]
- 2018年維港泳 女子公開組季軍 [12]

## 外部連結
- 葉穎寶的Facebook專頁
- 葉穎寶的個人簡介（hkswim.com） （页面存档备份，存于）
- 葉穎寶在FINA的個人檔案 （页面存档备份，存于）
- （页面存档备份，存于）